# Penique de Maine

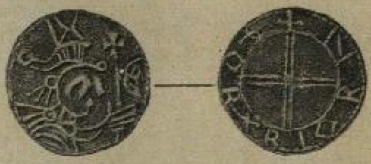
Una moneda similar al penique de Maine.

El penique de Maine, también mencionado como la moneda de Goddard, es una moneda de plata noruega que data del reinado de Olaf  Kyrre, rey de Noruega (1067–1093 d. C.). Fue descubierto en Maine en 1957 y ha sido sugerido como evidencia del contacto transoceánico precolombino.

## Descubrimiento
Guy Mellgren, un residente local y arqueólogo aficionado, dijo haber hallado esta moneda el 18 de agosto de 1957 en el Sitio Goddard. Este era un extenso sitio arqueológico en un antiguo asentamiento amerindio en Punta Naskeag, en la Bahía de Penobscot de Brooklin, Maine. Un artículo publicado en 1978 en Time Magazine describió al sitio del descubrimiento como un antiguo basural indio cerca de Blue Hill, Maine. Durante un largo período, una colección de 30.000 artefactos hallados en el sitio fueron donados al Museo del Estado de Maine. La moneda fue donada en 1974.

## La moneda
La mayoría de las circunstancias del hallazgo de la moneda no fueron adecuadamente registradas (como en el caso de la mayoría de los 30.000 hallazgos). Al inicio, la moneda fue erróneamente identificada como un penique británico del siglo XII. En 1978, expertos londinenses consideraron que podría ser de origen noruego. Hoy está confirmada la identificación del Penique de Maine como una moneda de plata del reinado de Olaf Kyrre. Kolbjorn Skaare, de la Universidad de Oslo, determinó que la moneda fue acuñada entre los años 1065 y 1080, teniendo una amplia circulación en los siglos XII y XIII. Según algunos relatos, el penique fue hallado con una perforación, que indicaba su uso como un colgante. Se dice que esta área de la moneda se ha desintegrado a causa de la corrosión.

## Origen noruego
El sitio arqueológico de Goddard ha sido fechado entre los años 1180-1235, correspondiendo al período de circulación de los peniques de este tipo. Se considera que las personas que vivían allí en aquella época eran los ancestros de los Penobscot. Aunque la fecha es de unos doscientos años después del último viaje a Vinland narrado en las sagas noruegas, se sitúa dentro del período en el cual los noruegos vivieron en Groenlandia y posiblemente visitaron América del Norte.
El origen costero del penique ha sido presentado como evidencia que los noruegos de Groenlandia viajaron más al sur de la isla de Terranova, o que la moneda puedo ser intercambiada localmente. Sin embargo, el penique fue el único artefacto nórdico hallado en el sitio, el cual según evidencia sustancial era un punto de una gran red nativa de intercambio. Por ejemplo, un solo artefacto identificado como un buril de la Cultura Dorset también fue hallado ahí, por lo que podría sostenerse la idea que tanto el buril y el penique plausiblemente pudieron haber llegado a Maine a través de rutas de intercambio nativas desde fuentes nórdicas en Labrador o Terranova.
Se ha sugerido que la explicación sobre el origen nórdico de la moneda o su intercambio desde un sitio nórdico es débil, porque no se han hallado monedas de la Época vikinga en el sito arqueológico de L'Anse aux Meadows en el extremo más septentrional de la isla de Terranova. Además, el sitio de Terranova es unos dos siglos anterior al sitio de Goddard y fue objeto de una cuidadosa excavación.
La página web oficial del Museo del Estado de Maine apoya la idea de que el penique fue hallado en el sitio de Goddard y por lo tanto es evidencia de presencia nórdica en América del Norte, aunque el museo afirma que "la explicación más probable para la presencia de la moneda es que fue obtenida por los nativos en otro lugar, quizás en Terranova, donde se ha descubierto el único asentamiento nórdico conocido del Nuevo Mundo en L’Anse aux Meadows, y que finalmente llegó al sitio de Goddard a través de rutas de intercambio nativas". El museo lo describe como "el único artefacto arqueológico nórdico precolombino considerado en general como auténtico, hallado en Estados Unidos".
Sin embargo, quedó en relieve la posibilidad de que se trate de un engaño. Principalmente porque esta moneda noruega de plata y otras monedas similares de aquella época estaban disponibles en el mercado numismático en 1957. Por lo tanto, Mellgren pudo haber tenido los medios y la oportunidad de ubicar la moneda en el sitio, o de ser engañado por alguien que ubicó la moneda en el sitio - aunque no está claro el motivo que tuvo. Un análisis sobre la validez del hallazgo efectuado por el antropólogo Edmund Snow Carpenter concluyó: "No está demostrada".
La Sociedad Numismática de Estados Unidos ha declarado que "No hay confirmación fiable sobre la documentación de la moneda de Goddard, con la mayor parte de la evidencia circunstancial sugiriendo que alguien estaba intentando deliberadamente manipular o interferir la situación. La moneda nórdica de Maine probablemente debería considerarse como un bulo".
Hay suficientes preguntas sobre el hallazgo de la moneda para considerar incierto su valor arqueológico.